# Joseph Papp
Pour les articles homonymes, voir Papp.
Joseph Papp (né le 22 juin 1921 à Brooklyn et mort le 31 octobre 1991 à Greenwich Village) est un producteur de théâtre américain.
Il a fondé le New York Shakespeare Festival et le Public Theater ; c'était une figure majeure du monde du théâtre new-yorkais et un des producteurs les plus influents.

## Biographie
Il a fondé le New York Shakespeare Festival en 1954. Il a lancé plus de 900 productions durant ses 37 ans d'activité. Le Shakespeare Festival se déroule en plein air à Central Park depuis 1962 à son initiative. Il a fait confiance à de nombreux acteurs dont Kevin Kline, Meryl Streep, Morgan Freeman, Christopher Walken, Gloria Foster, Estelle Parsons, Sam Waterston, Martin Sheen, ou Al Pacino, ainsi qu'à des metteurs en scène comme Richard Foreman, Andre Serban, George C. Wolfe, Mike Nichols, James Lapine, Michael Greif, JoAnne Akalaitis, Jeff Goldblum, Gerald Freedman, ou Wilford Leach. Il a aussi été réalisateur de Hamlet en 1964, et producteur de quelques films comme Julius Caesar et Coriolanus en 1979.
Il meurt d'un cancer de la prostate en 1991 à son domicile de Greenwich Village.